# Orthomorpha comotti
Orthomorpha comotti är en mångfotingart. Orthomorpha comotti ingår i släktet Orthomorpha och familjen orangeridubbelfotingar. Inga underarter finns listade i Catalogue of Life.